# Heinschenwalde
Heinschenwalde (bis 1957 Einstellige Höfe; plattdeutsch Op de Hööv) ist ein Ortsteil der Gemeinde Hipstedt im
niedersächsischen Landkreis Rotenburg (Wümme). Der Ort liegt an der Geeste.

## Geographie und Verkehrsanbindung

### Geographische Lage
Heinschenwalde liegt auf der Geest. Südlich des Dorfes fließt die Geeste entlang. Im Südosten schließt sich der Forst Hinzel an.

### Nachbarorte
Nachbarorte sind Kleinenhain und Großenhain im Norden, Neu Ebersdorf und Ebersdorf im Osten, Hipstedt im Südosten, Thebüe im Süden, Frelsdorf, Frelsdorfermühlen und Geestenseth im Südwesten sowie Drittgeest und Köhlen im Nordwesten.

### Verkehrsanbindung

#### Straße
Der Ort liegt an der Kreisstraße 116, die im Nordwesten nach Köhlen an die Landesstraße 128 heranführt. Im Südwesten läuft die K 116 Richtung Hipstedt und verläuft weiter zu den Bundesstraßen 71/74 nahe Oerel. Im Nordwesten läuft die Kreisstraße 124 nach Neu Ebersdorf zur Landesstraße 119.

#### Schiene
Heinschenwalde hat einen eigenen Bahnhof an der Bahnstrecke Bremerhaven – Buxtehude, der nahe Hipstedt-Löh liegt. Von diesem Bahnhof zweigte früher auch eine Schmalspurbahn zum Marine-Sperrzeugamt ab. Diese wurde später umgelegt und führte dann zum Langen Moor, wo Torfabbau stattgefunden hat. 1997 schloss das Torfwerk und die Schmalspurbahn wurde abgebaut.
Am Bahnhof Heinschenwalde sind einige Wagen der ehemaligen Straßenbahn Bremerhaven abgestellt bis zu einer etwaigen Restaurierung.

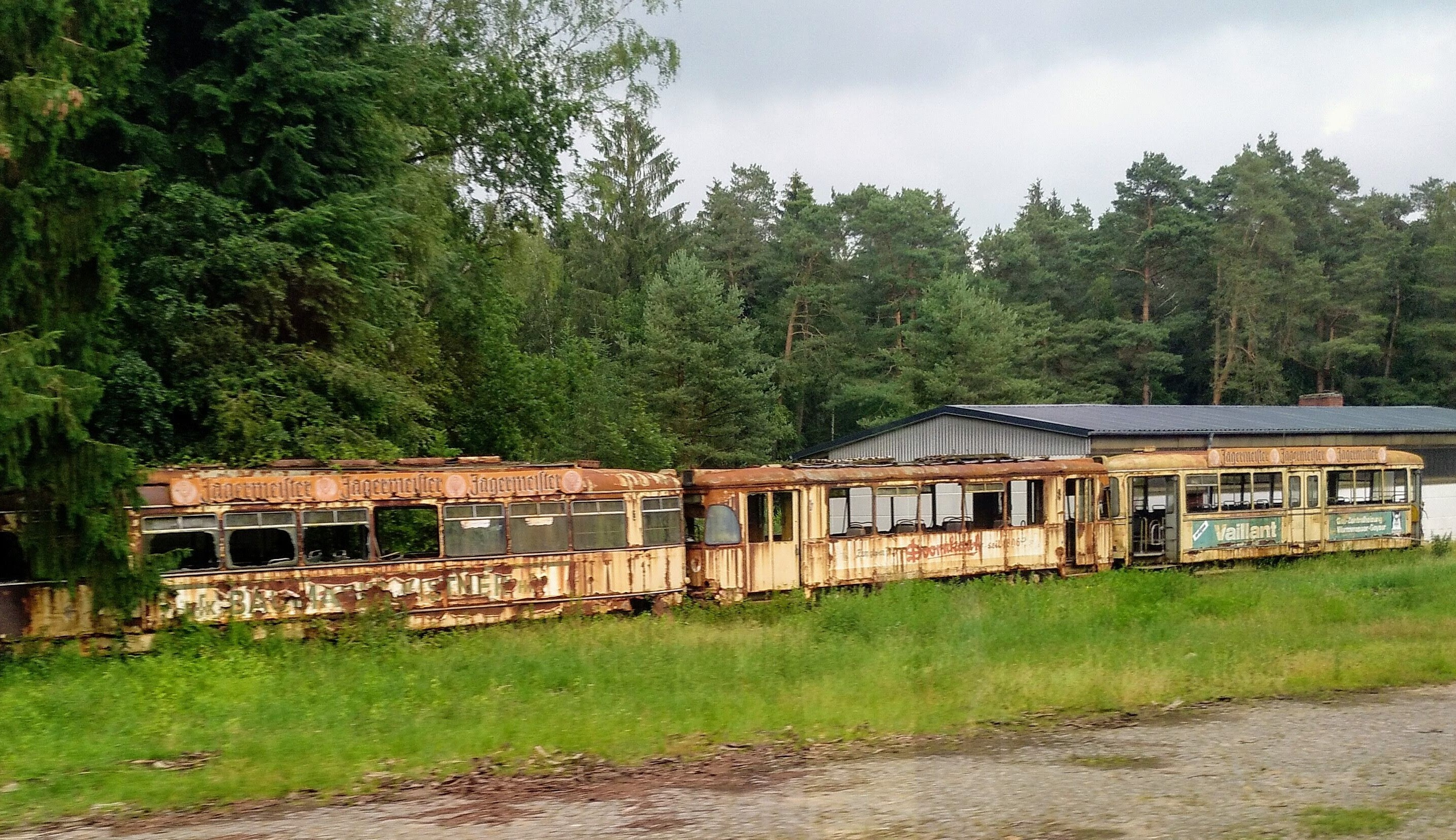
Strassenbahn Bremerhaven Wagen am Bahnhof Heinschenwalde

## Geschichte

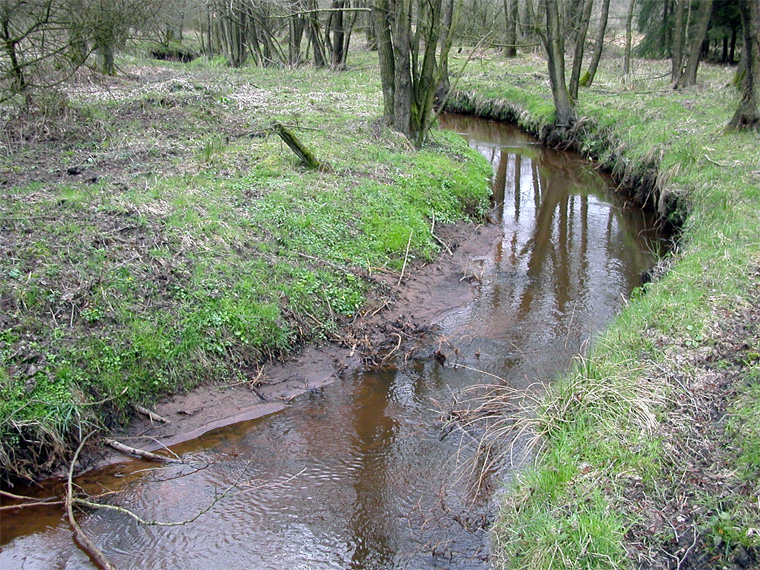
Die Geeste bei Heinschenwalde

Die Gemeinde ist um 1850 aus den einzelnen Höfen Heinschenwall, Freitag, Sünderwald, Bokelah, Drachel und Hinzel gebildet worden. Zunächst erhielt die Gemeinde den Namen Einstellige Höfe, wurde aber 1957 auf Hochdeutsch nach dem Hof Heinschenwall in Heinschenwalde umbenannt. Auf Plattdeutsch trägt der Ort weiterhin den Namen Op de Hööv. Die Höfe Freitag und Sünderwald wechselten 1922 in die Gemeinde Hipstedt.
Von 1933 bis 1936 entstand im nahegelegenen Forst Hinzel ein Sperrzeugamt der Deutschen Kriegsmarine. Nach 1945 wurde die Anlage gesprengt und die Reste abgetragen, einige Gebäude blieben jedoch erhalten und wurden neuem Nutzen zugeführt.
Im 20. Jahrhundert entstanden am Postweg (K 116) zahlreiche neue Häuser, die nun ein kleines Straßendorf bilden; die alten Höfe liegen alle abseits.
400 m nördlich des Bahnhofs Heinschenwalde befindet sich die Wallburg Heinschenwall auf der Uferterrasse südlich der Geeste. Im Südosten und Osten ist der Ringwall von ca. 80 m Innendurchmesser durch Straßen- und Gehöftbau zerstört. Der am besten erhaltene südwestliche Teil des Walls ist 8–11 m breit und max. 2 m hoch. Davor verläuft der 8–11 m breite und bis zu 1 m tiefe Graben. Mangels archäologischer Untersuchungen und historischer Überlieferung kann die Anlage nur nach ihrer Gestalt grob in das Frühmittelalter datiert werden.

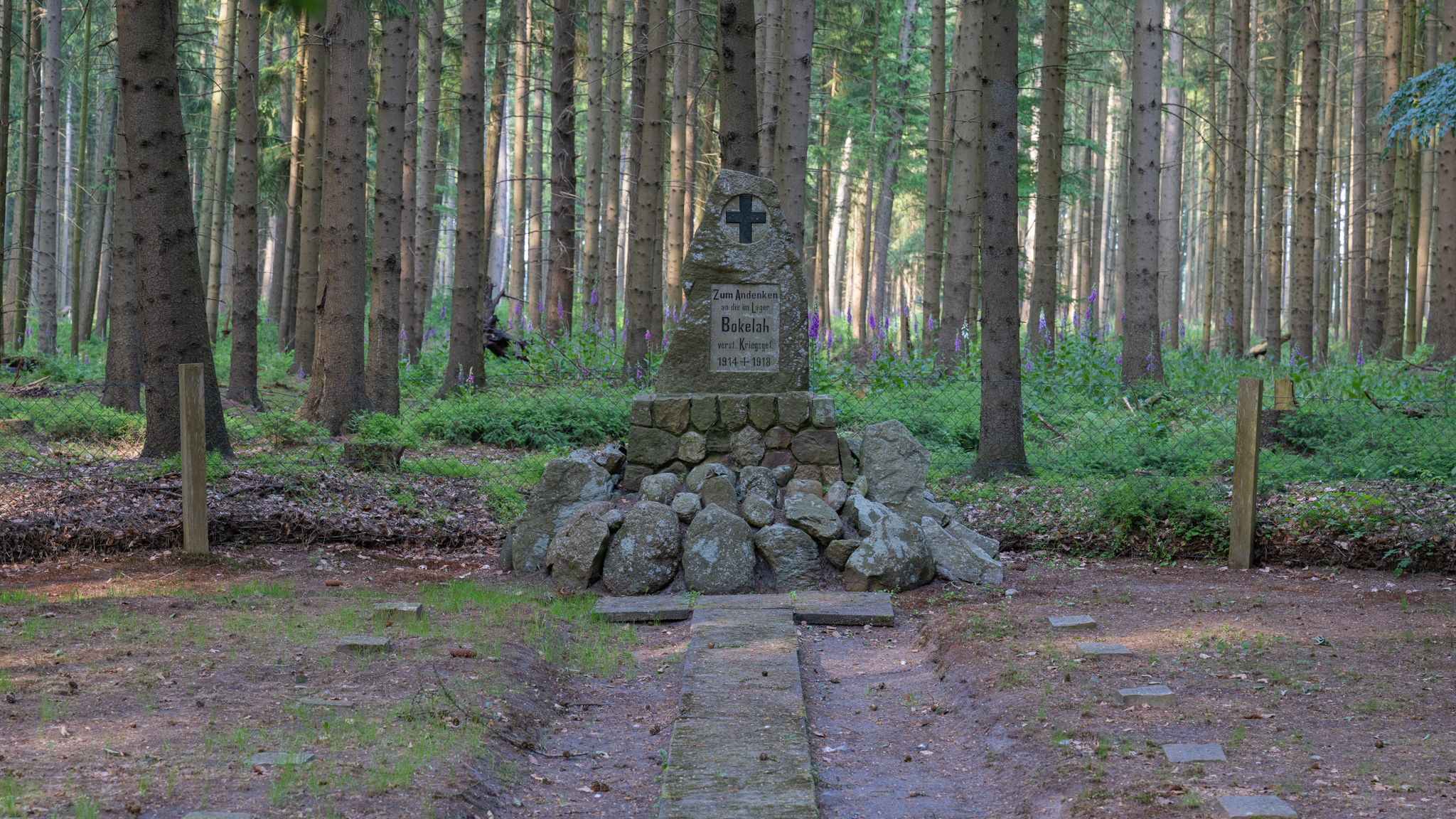
Kriegsgefangenenfriedhof Bokelah

### Hipstedt/Heinschenwalde, Kriegsgefangenenfriedhof Bokelah
„Während des Ersten Weltkrieges bestand nahe dem Hof Bokelah in der Nähe des Friedhofs ein Lager für etwa 1000 russische Kriegsgefangene, die vornehmlich zur Moorkultivierung, Forstarbeiten und zum Deichbau eingesetzt waren.“ Es gibt einen Kriegsgefangenenfriedhof, der ca. 500 Meter von Heinschenwalde entfernt liegt, auf dem insgesamt 32 russische Kriegsgefangene des Ersten Weltkrieges ruhen sowie ein polnischer Kriegsgefangener des Zweiten Weltkrieges, der 1944 hier gestorben ist.

### Verwaltungsgeschichte
Vor 1885 gehörten die einstelligen Höfe zur Vogtei Bremervörde im Amt Bremervörde und danach zum Kreis Bremervörde. 1932 fusionierte dieser mit dem Kreis Zeven. 1977 wurde Heinschenwalde Teil vom neugebildeten Landkreis Rotenburg (Wümme).
Im Zuge der Gebietsreform wurde Heinschenwalde zum 1. März 1974 nach Hipstedt eingemeindet.

### Religion
Heinschenwalde ist evangelisch-lutherisch geprägt und gehört zum Kirchspiel der Bethlehem-Kirche in Hipstedt-Löh. Bevor dieser Kirche errichtet wurde, gehörte Heinschenwalde zum Kirchspiel der Kirche Oerel.
Für die (wenigen) Katholiken ist die St.-Michaelskirche in Bremervörde zuständig, die seit dem 1. September 2010 zur Kirchengemeinde Heilig Geist in Stade gehört.

## Kultur

### Vereinswesen
Der Schützenverein des Dorfes ist der Schützenverein Drachel und Umgegend e. V., der 1920 gegründet worden ist. Die heutige Schützenhalle wurde 1980 im Dorf errichtet. Heinschenwalde hat auch eine Freiwillige Feuerwehr.

## Persönlichkeiten
- Gerhard Lemmel (1902–1987), Internist, 1948–1954 Chef im Waldkrankenhaus
- Kurt Schulz, (1927–1999), war ein deutscher Maler und Grafiker; starb in Heinschenwalde